# Буржуазна демократія
Буржуазна демократія — поняття з марксистського вчення. У мові та в суспільствознавстві близьке поняття позначається терміном «ліберальна демократія». Буржуазна демократія протиставляється «істинній» демократії — «соціалістичній демократії», «пролетарській демократії», заснованій на диктатурі пролетаріату або загальнонародній державі. Тим не менш, буржуазна демократія визнається марксистами найбільш розвиненим історичним типом демократії експлуататорського суспільства.
- За В.І.Леніним — форма класового панування буржуазії, яка проголошує права особистості і демократичні свободи, та характеризується протиріччям між формальною декларативною політико-правовою рівністю та фактичною соціально-економічною нерівністю громадян, форма класової буржуазної експлуатації та пригноблення громадян.
- В марксистському суспільствознавстві — це форма політико-правового ладу, заснована на визнанні принципів народовладдя, свободи і рівності громадян при реальному пануванні буржуазії.
- Система фіктивних моральних та політико-правових цінностей як інструмент міжкласової боротьби.
- Ідеалістична політико-правова доктрина, що ґрунтується на визнанні концептуальних та основоположних прав і свобод, введення правових конструкцій з метою захисту людини і громадянина, забезпечення автономності суспільства.
- Механізм та система методів соціально-економічної капіталізації,лібералізації та гуманізації і політичної диференціації суспільства на основі політико-ідеологічних буржуазних цінностей.
- Система ліберально-демократичних політико-правових механізмів і методів соціальної організації суспільства.

## Основні риси
- формальне проголошення буржуазних прав і свобод людини і громадянина;
- декларація гуманістичних цінностей та засад буржуазно-демократичного світосприйняття.